# 볼푸르트
볼푸르트(독일어: Wolfurt)는 오스트리아 포어아를베르크주의 브레겐츠군에 있는 시장 도시이다. 2022년 1월 1일 기준, 8,724명의 주민이 있었다.

## 지리
볼푸르트는 오스트리아 최서단 포어아를베르크주의 브레겐츠구, 보덴 호수 남동쪽 해발 434m에 위치해 있다. 시장 도시는 라인 계곡의 일부이며, 브레겐츠와 도른비른 사이에 있다. 면적의 23.5%가 산림이다.
볼푸르트는 6개의 다른 포어아를베르크주의 시정촌과 시 경계를 공유한다. 이 6개 중 5개는 시장 도시와 마찬가지로 브레겐츠구에 있고, 하나는 도른비른구에 있다. 이들은 시계 방향(북쪽에서 시작)으로 켄넬바흐, 부히, 빌트슈타인 및 슈바르차흐이며, 지역 수도인 비른도른 및 시장 도시 라우터라흐이다.

## 역사
기원전 15년 로마인들은 콘스탄스 호수 지역을 정복하고, 현지 켈트족과 라이티족을 정복했다. 그들은 곧 슈토입베르크 기슭에 있는 볼프푸르트 근처의 험난한 베레겐처 아흐를 가로지르는 중요한 군사적, 무역로를 건설했다.
500년경 알레만니족은 오늘날의 시 지역에 ‘켈른호프’와 “호프 추어 슈타이크”(나중에 호프슈타이크)라는 두 개의 농장을 설립했으며, 둘 다 나중에 시장 협동조합으로 널리 확장되어 독립 법원이 되었다. 볼푸르트라는 이름은 1226년경 남부 독일과 스위스에 큰 영향을 미친 부유하고, 호전적인 기사 왕조의 이름으로 처음 나타났다. 볼프루트의 영주들은 성실한 수도사와 성직자들 외에도 전사를 배출했다. 콘라트와 울리히 폰 볼푸르트 형제는 헝가리 용병 군대를 이탈리아로 이끌었다. 그들은 1349년 나폴리와 풀리아의 총독이 되었고, 이후 헝가리에 정착하여 가문이 100년 동안 5개 현을 다스렸고 부를 축적했다.
그가 페퍼스 수도원에 기증한 잘 알려진 볼푸르터 고블레트는 기사 콘라트 경이 기증한 것이었다. 원본은 현재 취리히 스위스 국립박물관에 있다. 기초 증서의 원본은 장크트갈렌의 수도원 아카이브에 보관되어 있다. 성작의 사본은 시정촌 시청에 전시되어 있다.
가문은 15세기에 세상을 떠났고, 볼푸르트성은 200년 동안 오스트리아의 영지로 브레겐츠에서 레베르 가문으로 넘어왔다.
퀴엔과 벨테크의 오래된 볼푸르트성은 불타 없어졌고, 퀴엔성은 전설로만 남아있다. 그러나 볼푸르트성은 화재가 났을 때마다 재건되었으며, 거대한 성벽으로 인해 이제 볼푸르트의 상징으로 여겨지며 시장 마을 소유가 되었다.
1808년 볼푸르트의 독립 시정촌이 설립되었을 때, 볼푸르트에는 1,143명의 주민과 183개의 집, 266마리의 소가 있었다.
개척자로서 스위스의 추핑거 가문은 1900년 이전에 리켄바흐에 따르면 이미 아이디어, 일, 돈 및 다양한 산업화를 가져왔다. 추핑거가는 당시 포어아를베르크에서 섬유 산업, 곡물 공장 및 최초이자 유일한 냉장창고를 운영했으며, 오늘날에도 같은 위치에서 운영되고 있다. 추핑거가는 이후 수십 년 동안 휴게소이자, 희귀 조류종의 서식지로 사용되었던, 100에이커의 제분소에서 냉장창고에 필요한 얼음을 얻었다. 추핑거가는 2k㎡의 부지를 통해 중요한 운하와 오늘날의 반호프 거리를 건설했다. 1900년에는 아르누보 양식으로 지어진 ‘추핑거 가문의 저택’(Villa Zuppinger)이 있었다. 볼푸르트와 지역 전체에서 독특한 이 건물은 정원과 놀라운 나무가 우거진 곳으로 오늘날에도 여전히 가문이 소유하고 있다.
제2차 세계 대전 후, 볼푸르트는 1945년부터 1955년까지 오스트리아의 프랑스 점령 지역의 일부였다. 1950년 이후 농촌은 빠르게 수백 채의 새 단독 주택이 있는 주거 지역으로 바뀌었고, 이내 효율적인 기업이 있는 산업 공동체로 바뀌었다. 1970년에서 1982년 사이에 오스트리아 연방 철도는 볼푸르트에 오스트리아에서 가장 현대적인 화물역을 건설했다. 1982년 5월 1일 볼푸르트는 초지역적 중요성 때문에 시장 도시로 지정되었다.

## 인구통계
2011년 외국인 비율은 15.5%였다.
| 연도 | 인구  | ±%     |
| ---- | ----- | ------ |
| 1869 | 1,648 | —      |
| 1880 | 1,623 | −1.5%  |
| 1890 | 1,892 | +16.6% |
| 1900 | 2,070 | +9.4%  |
| 1910 | 2,265 | +9.4%  |
| 1923 | 1,798 | −20.6% |
| 1934 | 2,086 | +16.0% |
| 1939 | 2,179 | +4.5%  |
| 1951 | 2,522 | +15.7% |
| 1961 | 3,391 | +34.5% |
| 1971 | 5,740 | +69.3% |
| 1981 | 6,589 | +14.8% |
| 1991 | 7,289 | +10.6% |
| 2001 | 7,849 | +7.7%  |
| 2011 | 8,095 | +3.1%  |
| 2016 | 8,331 | +2.9%  |

## 경제
2003년에 볼푸르트에는 159개의 상업 회사가 있었고, 2,733명의 직원과 191명의 견습생이 있었다. 소득세의 대상이 되는 직원은 3,673명이었다. 농업은 중요한 역할을 한다. 전체 면적에서 농경지가 차지하는 비율은 47.8%이다.